# Ka$hdami
 (septembre 2022).
KA$DAMI de son vrai nom David Wallace III, est un rappeur et chanteur américain né le 16 décembre 2004 à Las Vegas dans le Nevada. Il commence à gagner en popularité en 2020 avec sa chanson Kappin Up, grâce au clip vidéo de la plateforme WorldStarHipHop associé à la chanson. En 2021, il retrouve une nouvelle notoriété sur la plateforme vidéo TikTok avec ses chansons Reparations, Look N The Mirror et 14, dans laquelle apparaît le rappeur Tana (anciennement BabySantana). Ces chansons permettent à Kashdami de gagner en visibilité et en croissance sur ses comptes SoundCloud et TikTok. Il sort sa première mixtape Epiphany en juin 2021. 

## Biographie

### Jeunesse
David Wallace III naît le 16 décembre 2004 à Las Vegas dans le Nevada. Ilse familiarise très tôt avec la musique grâce à son père, qui possède un studio d'enregistrement et travaille dans l'industrie musicale. Son père meurt lorsqu'il a sept ans. La famille déménage alors dans le Maryland.

### Débuts
David Wallace débute la musique à l'âge de huit ans par le biais de l'application de chat vidéo ooVoo, aujourd'hui disparue. A l'âge de treize ans, il achète un microphone et enregistre sur l'ordinateur de sa mère. Il sort les singles Kappin Up et Findin 'Out en 2018, mais démotivé, il fait une pause. Il ne revient à la musique qu'avec le succès deux ans plus tard en 2020, lorsque le single Kappin Up devient viral sur TikTok grâce à un clip vidéo réalisé par WorldStarHipHop.

### Percée
David Wallace sort les mixtapes #KashDontMiss et 16 en 2020, ce qui lui permet d'élargir sa base de fans en ligne. En janvier 2021, il publie son single Reparations! qui devient viral sur le réseau social TikTok et sur Soundcloud. Son single suivant 'Look N The Mirror! connait le même succès et il signe un contrat avec Republic Records.

### Epiphany, Hypernova, World Damination, 18 et Oasis
David Wallace sort le 2 juin 2021, la mixtape Epihpany, en collaboration avec les artistes tana, yvngchris, SSGKobe, Riovaz et D'mari Harris,. En septembre, il sort le single Public, suivi par Intermission en octobre, qui sont les premiers singles de sa prochaine mixtape Hypernova, sortie le 12 novembre 2021, avec un featuring de Trippie Redd,.
En mars, il publie le single Posed2be puis, Phoenix en avril. Il sort ensuite Famine avec XLOVCLO, puis le dernier single de son album World Damination, Komission, le 9 septembre 2022. Une semaine plus tard, le 16 septembre, World Damination est publié. L'album comprend les artistes Midwxst, XLOVCLO, NoCap, ilyfall et Slump6s. Après avoir publié une série de singles sur SoundCloud, Ka$hdami sort un EP intitulé 18 le 16 décembre 2022. Matt Ox est l'unique invité de l'EP.
Le 23 février 2024, il publie l'album studio Oasis avec des collaborations de Karri et Dro Kenji. Il contient un total de 12 chansons.

## Discographie

### Albums
| Titre            | Détails |
| ---------------- | --- |
| Epiphany         | - Date de sortie : 2 juin 2021 - Label : Republic Records, Ka$hwayz - Formats : Streaming, téléchargement               |
| World Damination | - Date de sortie : 16 septembre 2022 - Label : Republic Records, Mercury, Ka$hwayz - Formats: Streaming, téléchargement |
| Oasis            | - Date de sortie : 23 février 2024 - Label: Republic, Mercury, Ka$hwayz - Formats: Streaming, téléchargement            |

### Mixtapes
| Title         | Mixtape details                                                                                        |
| ------------- | --- |
| #KashDontMiss | - Date de sortie : 12 juin 2020 - Label : Ka$hwayz - Formats : Streaming, téléchargement               |
| 16            | - Date de sortie : 16 décembre 2020 - Label : Ka$hwayz - Formats : Streaming, téléchargement           |
| Hypernova.    | - Date de sortie : 12 novembre 2021 - Label : Republic, Ka$hwayz - Formats : Streaming, téléchargement |

### Extended Plays
| Titre | Détails |
| ----- | --- |
| 18    | - Date de sortie : 16 décembre 2022 - Label : Republic Records, Mercury, Ka$hwayz - Formats, Streaming, téléchargement |